# Calle de la Cuchillería (Vitoria)
La calle de la Cuchillería, conocida también en euskera como Aiztogile kalea, es una vía pública de la ciudad española de Vitoria, situada en el barrio del Casco Viejo.

## Descripción

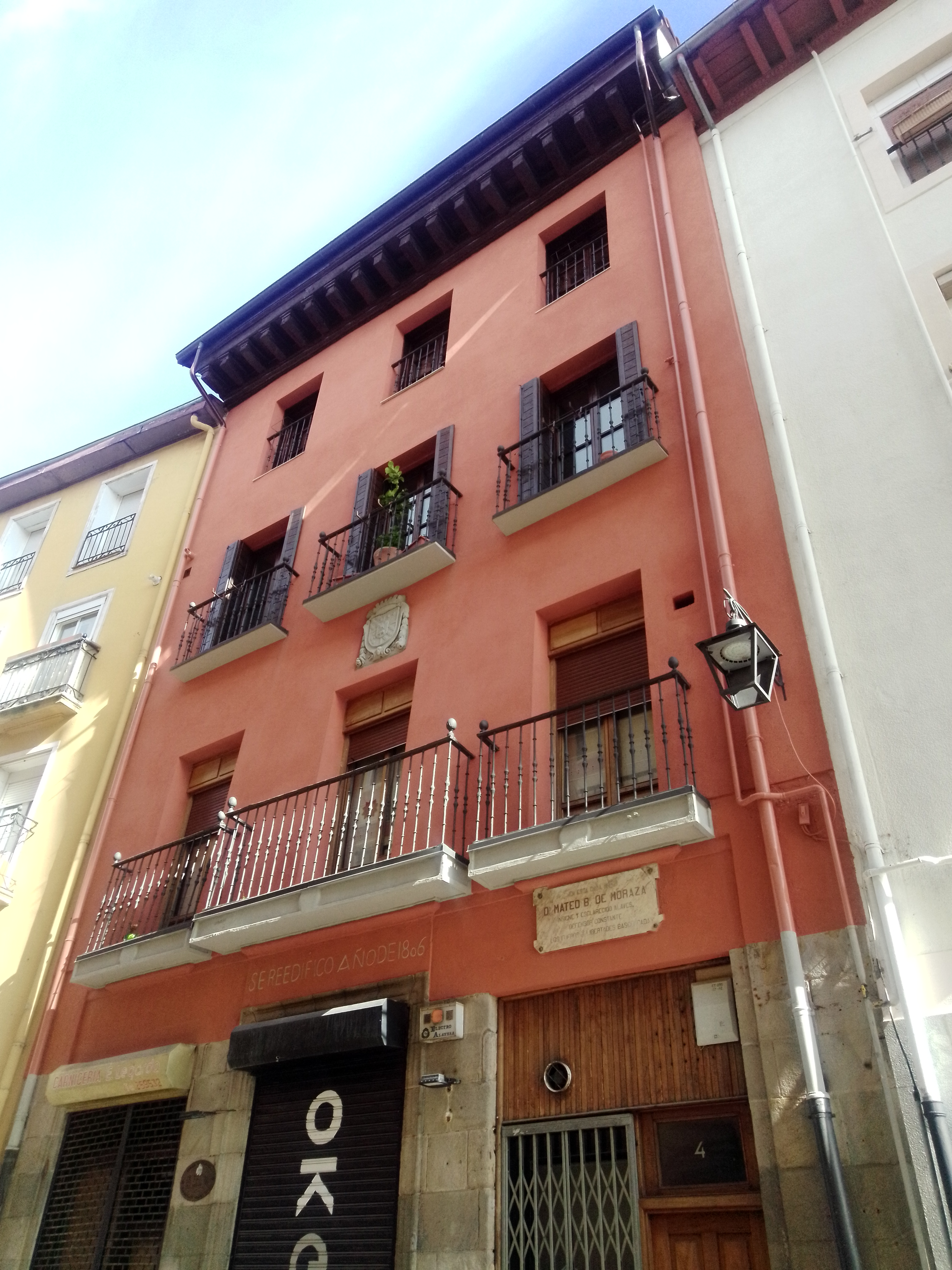
Número 4 de la calle, donde nació Mateo Benigno de Moraza

Su nombre es el primitivo, el que, según Colá y Goiti, le dio Alfonso X de Castilla, el Sabio, hacia los años 1254 o 1256, durante su estancia en la ciudad. Principia en la cuesta de San Francisco y discurre hasta el cantón de Santa María, paralela a la calle de la Pintorería.
En el portal número 4, tal y como recuerda una placa, nació en 1817 el jurista y político Mateo Benigno de Moraza. Más adelante, a ese lado de la calle, se encuentra la Casa del Cordón, que en 1522 albergaba al cardenal Adriano de Utrecht cuando le llegó la noticia de su nombramiento como papa. El nombre se lo da el cordón que adorna uno de los arcos de entrada. Sito más adelante está también el Palacio de Bendaña, mientras que en el portal número 92 tuvo el taller durante gran parte de su vida el escultor Mauricio Valdivieso, también conocido como Santero de Payueta. Vivió también en el portal 69 Domingo Ambrosio de Aguirre, que fundaría el seminario eclesiástico de la ciudad. Además de comercios de diverso tipo, hubo en la calle una imprenta —la de los Manteli, que pasó por las manos de Baltasar Manteli; su hijo Agapito; Martina de Gorostiza y Acedo, esposa de este último, y finalmente Sotero Manteli, nieto del primero— en la que vieron la luz publicaciones como El Lirio, El Mosaico y la Revista de las Provincias Euskaras.